# Klaus-Dietrich Schunck
Klaus-Dietrich Adolf Hans Schunck (* 18. Juni 1927 in Breslau; † 15. August 2021 in Rostock) war ein evangelischer Theologe und Professor für Altes Testament an der Universität Rostock.

## Leben
Klaus-Dietrich Schunck, als Sohn eines Versicherungs-Kaufmanns 1927 in Breslau geboren, verbrachte seine Kindheit und Jugend in Dessau. Nach Reichsarbeitsdienst, Dienst in der Wehrmacht und amerikanischer Kriegsgefangenschaft erwarb er 1946 in Wuppertal (Stadtteil Elberfeld) das Abitur und studierte von 1947 an zunächst in Halle, später in Greifswald Evangelische Theologie sowie klassische Archäologie.
Bereits ein Jahr nach seinem theologischen Abschlussexamen (1952) wurde er zum Dr. theol. promoviert. In Greifswald wirkte er von 1953 an zunächst als Wissenschaftlicher Assistent, dann als Oberassistent und Lehrbeauftragter. 1960 nahm er an einer mehrmonatigen Studienreise durch Jordanien, Syrien und den Libanon teil. Nach der 1962 erfolgten Habilitation war Schunck zunächst Dozent, ab 1965 dann Professor mit Lehrauftrag für Altes Testament in Greifswald und Direktor des dortigen Gustaf-Dalman-Instituts.
1967 wechselte er als Professor nach Rostock, wo er ab 1969 als ordentlicher Professor Altes Testament lehrte und von 1970 bis 1976 auch als Direktor der damaligen Sektion Theologie fungierte. 1991 ging er, der im Zuge der friedlichen Revolution seit Beginn des Jahres 1990 noch als Prodekan an der Neukonstituierung der Theologischen Fakultät beteiligt gewesen war, im Zusammenhang mit der hochschulpolitischen Neuorientierung vorzeitig in den Ruhestand. Von 1992 bis 1994 nahm er noch einen Lehrauftrag an der Universität Hamburg wahr.
Klaus-Dietrich Schunck war verheiratet mit Ilse Schunck, geb. Pieper, und ist Vater einer Tochter (geb. 1958). Er ist am 15. August 2021 in Rostock gestorben.

## Werk
Seit seiner Doktorarbeit zu den Quellen des ersten und zweiten Makkabäerbuches bildeten die Makkabäerbücher sowie die Geschichte Israels und die biblische Landeskunde einen wichtigen Schwerpunkt seines Werkes. Im Rahmen der renommierten Kommentarreihe BKAT veröffentlichte er einen Kommentar zum Buch Nehemia, der in Lieferungen von 1988 bis 2009 erschien.

## Veröffentlichungen (Auswahl)
- Die Quellen des I. and II. Makkabäerbuches, Halle/Saale 1954 (Dissertation).
- Benjamin, Untersuchungen zur Entstehung und Geschichte eines israelitischen Stammes, Berlin 1963 (Habilitationsschrift).
- I. Makkabäerbuch (Jüdische Schriften aus hellenistisch-römischer Zeit 1/4), Gütersloh 1980.
- Altes Testament und Heiliges Land. Gesammelte Studien zum Alten Testament und zur biblischen Landeskunde. Band I: Frankfurt am Main 1989; Band II: Frankfurt am Main 2002.
- Nehemia (Biblischer Kommentar Altes Testament XXIII/2), Neukirchen-Vluyn 2009.

Für weitere Veröffentlichungen siehe das Schriftenverzeichnis im Catalogus professorum Rostochiensum.

## Weblink
- Eintrag zu Klaus-Dietrich Schunck im Catalogus Professorum Rostochiensium